# Akwidaa

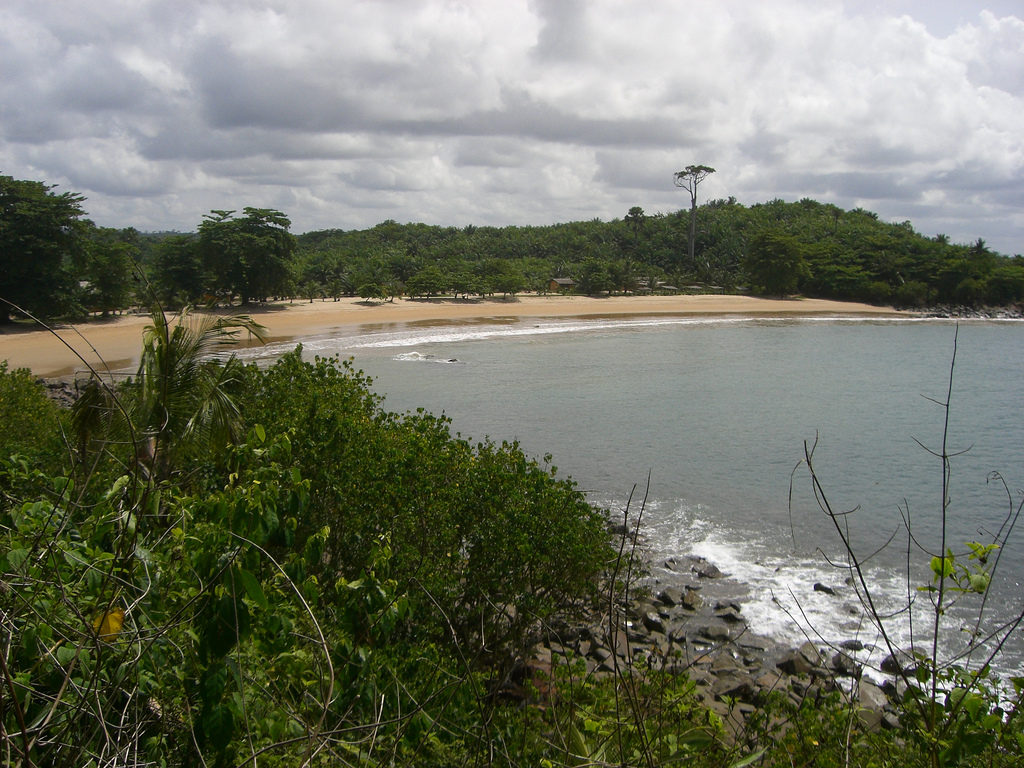
Ezile Bay bei Akwidaa

Akwidaa ist ein Ort im Ahanta West District, Ghana. An diesem Ort wurde die Festung Dorotheenschanze im Jahr 1684 als Stützpunkt der kurbrandenburgischen Kolonie Groß Friedrichsburg gegründet. Akwidaa bedeutet auf Twi „Alter Mann.“ Dies bezieht sich auf einen Fährmann, der in der Kolonialzeit Menschen über den Fluss beförderte.
Heute lebt der Ort insbesondere vom Fischfang.